# Metoula
Metoula (מטולה) est une ville de Haute Galilée, située dans le « doigt de Galilée », et qui jusqu'à la Guerre des Six Jours détient le titre de la ville la plus au Nord d'Israël.
L'appellation du lieu vient du nom du village druze Oum-Telé.
Metoula est créée en 1896, à la suite de l'acquisition des terrains par le représentant du baron Rothschild, Yéhoshoua Ossovitzky. Ce dernier achète les terres à un propriétaire terrien chrétien installé au Liban du nom de Djabour Bey Djounblat. Jusqu'alors les lieux sont occupés par des agriculteurs druzes qui, au moment de leur évacuation, tentent vainement d'empêcher l'installation des pionniers juifs. Les premiers à occuper les lieux sont au nombre de soixante, et pour la plupart originaires d'autres implantations de Judée et de Samarie, elles aussi financées par Rothschild.
Durant les premières années, Metoula a à faire face à de nombreux défis d'origines naturelle et humaine. Les assauts des Druzes se poursuivent jusqu'en 1913 et des rixes éclatent autour du partage des terres et des sources d'eau. Pendant la Première Guerre mondiale, la ville connaît les assauts de l'armée turque, et en 1920, lors de la révolte des Druzes et des Arabes contre les Français, Metoula est évacuée de ses habitants.
L'emplacement de Metoula joue sur le tracé de la frontière Nord de la Palestine mandataire, lors de l'accord Sykes-Picot, signé entre la France et l'Angleterre à l'issue de la Première Guerre mondiale. Lors des émeutes arabes de 1936-1939 les habitants de Metoula organisent leur défense et se procurent officieusement des armes.
En 1941, lors de la campagne de Syrie, Metoula sert de base aux Britanniques contre les armées françaises de Vichy présentes au Liban. Jusqu'à la guerre d'indépendance, se tient le poste-frontière officiel entre la Palestine mandataire et le Liban. C'est par Metoula que transitent les immigrants illégaux venus des pays d'Orient.
Metoula se dresse sur une hauteur surplombant le versant occidental du Hermon et les montagnes du Liban. Au Sud de la ville débute la vallée de la Houla. Metoula est traversée par la rivière Ayoun, alimentant la "chutte du Moulin", qui, comme son nom l'indique, active un moulin à farine qu'utilisent les habitants de Metoula jusqu'à leur évacuation en 1920. Il s'agit de l'unique moulin à farine du pays appartenant à la population juive de l'époque. Non loin se tient l'ancien cimetière de la ville, où l'on peut voir encore aujourd'hui les pierres tombales des pionniers.
Metoula est traversée dans sa longueur par une route principale venant de la ville voisine de Qyriat Shemona. Comme la majorité des villages créés par Rothschild, Metoula est bâtie le long d'une route principale, bordée de chaque côté par deux rangées d'habitations. Les premières maisons du village sont construites de pierres brutes non taillées, et recouvertes de tuiles rouges.
La maison se trouvant alors à l'extrémité Sud de Metoula, abrite l'école créée par l'instituteur Yitzhak Epstein. Il est question aujourd'hui de la transformer en musée sur l'histoire de la ville. L'ancienne synagogue a été restaurée.
En 1978, on compte 90 familles pour une population de 370 habitants, contre 1500 aujourd'hui. Metoula s'étend sur une surface de 1 000 dounam, soit 100 ha. Les principales activités économiques du village tiennent dans le domaine de l'agriculture (principalement des vergers) et du tourisme. Metoula abrite trois hôtels, de nombreuses chambres d'hôtes et une piscine municipale.